# خفاش روپل
خفاش روپل (نام علمی: Pipistrellus rueppellii) نام یک گونه از تیره خفاش‌ناهیدی است.